# Знеполска епархия
Знеполската епархия е титулярна епископия на Българската православна църква от 1 април 1923 година. Носи името си от областта Знеполе с център в Трън. Историческа катедра в Трън или в друго селище в Знеполе няма засвидетелствана.

## Устройство
Титулярни епископи
| Име      | Управление                       |
| -------- | -------------------------------- |
| Паисий   | 1 април 1923 – 21 септември 1930 |
| Софроний | 1 ноември 1931 – 6 октомври 1935 |
| Йосиф    | 5 юли 1936 – 26 декември 1937    |
| Филарет  | 27 ноември 1938 – 21 май 1939    |
| Флавиан  | 23 юни 1940 – 1 април 1956       |
| Йосиф    | 7 април 1957 – 17 декември 1972  |
| Дометиан | 15 декември 1974 – 26 юли 1987   |
| Игнатий  | 28 юни 1988 – 29 май 1994        |
| Авенир   | 1 октомври 1998 – 11 юни 2001    |
| Николай  | 7 юли 2001 – 4 февруари 2007     |
| Йоан     | 18 март 2007 – 22 декември 2013  |
| Арсений  | 6 юли 2014 – 26 май 2024         |
| Мелетий  | 15 септември 2024 –              |